# Бакке, Ранди
Ранди Нильсине Бакке (норв. Randi Nilsine Bakke, 29 октября 1904, Кристиания — 21 мая 1984, Несодден, Акерсхус) — норвежская фигуристка, выступавшая в парном катании с Кристеном Кристенсеном. Они — бронзовые призёры чемпионата мира 1933 года, восьмикратные чемпионы Норвегии (1929—1936), а также участники Олимпийских игр. Бакке и Кристенсен завершили соревновательную карьеру после Олимпиады-1936.

## Спортивные достижения
с Кристеном Кристенсеном
| Соревнование / Год      | 1923 | 1929 | 1930 | 1931 | 1932 | 1933 | 1934 | 1935 | 1936 |
| ----------------------- | ---- | ---- | ---- | ---- | ---- | ---- | ---- | ---- | ---- |
| Зимние Олимпийские игры |      |      |      |      |      |      |      |      | 15   |
| Чемпионаты мира         | 5    |      |      |      |      | 3    | 5    |      |      |
| Чемпионаты Норвегии     |      | 1    | 1    | 1    | 1    | 1    | 1    | 1    | 1    |